# Danica Patricková
Danica Sue Patricková (* 25. března 1982) je americká automobilová závodnice. Se závoděním začínala v roce 1992 na motokárách. V 16 letech odjela do Velké Británie, kde závodila ve Formuli Ford a Formuli Vauxhall. Stala se vicemistrem ve Formula Ford Festival. Poté působila v závodních sériích Toyota Atlantic Championship, Le Mans Series, Indy Racing League. V roce 2008 vyhrála závod IndyCar na japonském okruhu Twin Ring Motegi a stala se tak první ženskou vítězkou závodu v této sérii. V sezóně 2010 startuje současně v sériích Indy Racing League a NASCAR.

## Galerie

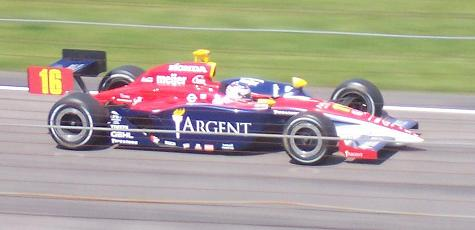
Danica Patrick v závodě Indianapolis 500 v roce 2006
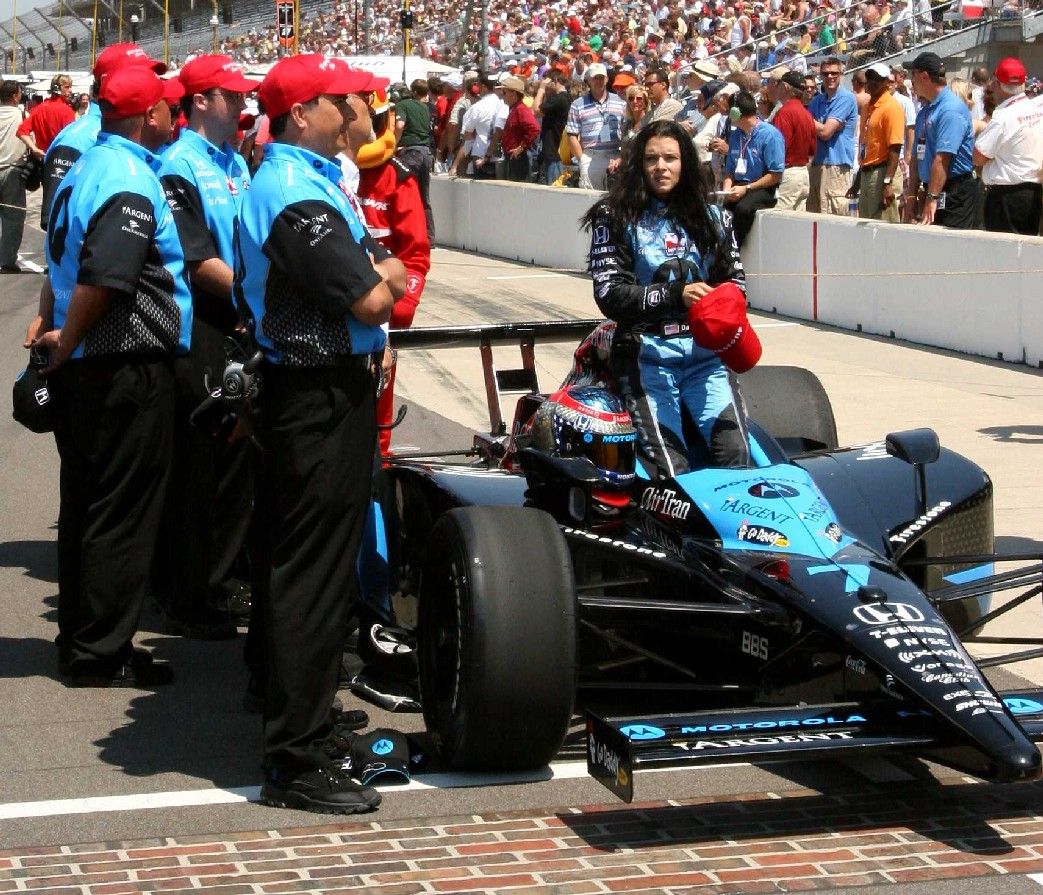
Danica Patrick v kvalifikaci v roce 2007
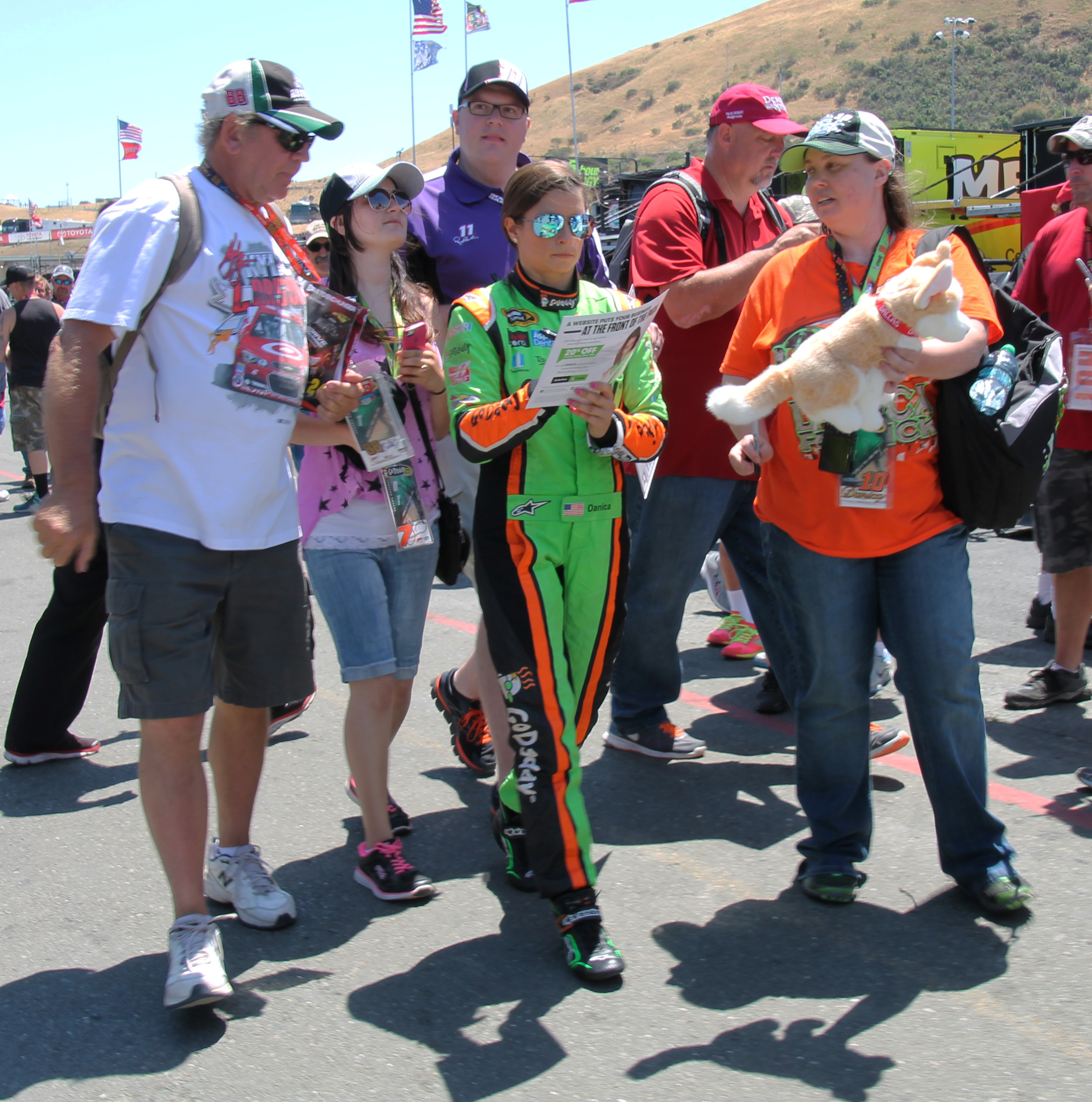
Danica Patrick, 2015